# Ante Vukušić
Ante Vukušić (Sinj, 4 de junio de 1991) es un futbolista croata que juega como delantero para el N. K. Croatia Zmijavci de la Segunda Liga de Croacia.

## Trayectoria
Vukušić comenzó su carrera como jugador en las categorías inferiores del club de su ciudad natal Sinj. Se incorporó a Hajduk Split en 2007 y durante su estancia en la academia de su juventud fue considerado como uno de los jugadores más prometedores.
En enero de 2009, firmó un contrato de cinco años y medio profesional con Hajduk mantenerlo en el club hasta el verano de 2014. Hizo su debut con el primer equipo en la victoria por 5-0 contra Croacia Sesvete el 22 de abril de 2009. En la última ronda de la temporada 2008-09, marcó su primer gol en la Prva HNL, del empate contra rivales Dinamo Zagreb.
En la 2009-10 temporada, Vukušić se estableció como la primera elección el delantero en el club. En 22 partidos de liga, anotó 6 goles y otros 2 goles en 5 partidos de copa. Su estatura en el club a una edad tan joven impresionó a muchos de los mejores clubes de Europa y estaba listo para hacer un alejamiento del club croata, pero la dirección y mutuamente eligió para que se quede en el club para la temporada siguiente.
En la temporada 2010-11, anotó 14 goles en 29 partidos, terminando la temporada como el máximo goleador de los clubes. También anotó cuatro goles en nueve UEFA Europa League apariencias, la más memorable de las cuales era un ganador de última hora contra el Anderlecht.
Al comienzo de la temporada 2011-12, con el nuevo entrenador Krasimir Balakov, Vukušić continuó como el primer goleador elección en el club, esta vez junto a su nuevo fichaje Ivan Vukovic como el dúo delantero más preferido. Marcó su primer gol de los 2011-12 Prva HNL sólo tres minutos del primer partido contra Šibenik y sumó su segundo en un partido contra Rijeka. Al hacerlo, se lesionó el dedo del pie y fue gobernada consecuentemente por las próximas cuatro semanas. Terminó la temporada con 12 goles en la liga en 24 partidos y 15 goles en total en 29 partidos que le valió el máximo goleador en el club por segundo año consecutivo hicieron.
La temporada 2012-13 al Hajduk comenzó con otro nuevo entrenador, pero apuesta sigue siendo la primera opción el delantero y capitán del club, a pesar de su corta edad. Él convirtió un penal en la victoria del Hajduk por 2-0 sobre el club italiano Inter en San Siro.
En agosto de 2012, Vukušić fue transferida al recién ascendido a la Serie A del club Delfino Pescara 1936 por una cifra de alrededor de € 3,8 millones. En 2014 fue cedido en préstamo al Lausanne Sports de la Super Liga Suiza.

## Selección nacional
En mayo de 2011, Vukušić fue llamado por primera vez a la selección nacional por el gerente de Slaven Bilić para la UEFA EURO 2012 partido contra Georgia, pero más tarde se trasladó a menores de 21 equipo para su primer partido en el 2013 Campeonato de Europa Sub-21 de la UEFA de Fútbol calificaciones, también contra Georgia. El 15 de agosto de 2012, hizo su debut con la selección nacional en el Administrador de Igor Štimac como sustituto del segundo tiempo en la derrota por 4-2 ante Suiza.

## Clubes
| Club                       | País                 | Año       |
| -------------------------- | -------------------- | --------- |
| H. N. K. Hajduk Split      | Croacia              | 2009-2012 |
| Delfino Pescara 1936       | Italia               | 2012-2016 |
| Lausanne Sports (cedido)   | Suiza                | 2014      |
| Waasland-Beveren (cedido)  | Bélgica              | 2014-2015 |
| SpVgg Greuther Fürth       | Alemania             | 2016-2017 |
| F. C. Tosno                | Rusia                | 2017-2018 |
| Olimpia Grudziądz          | Polonia              | 2018      |
| N. K. Krško                | Eslovenia            | 2018-2019 |
| N. K. Olimpija Ljubljana   | Eslovenia            | 2019-2021 |
| FCSB                       | Rumania              | 2021      |
| A. C. R. Messina           | Italia               | 2021-2022 |
| F. K. Tuzla City           | Bosnia y Herzegovina | 2022      |
| F. K. Kolubara             | Serbia               | 2022-2023 |
| N. K. Varaždin             | Croacia              | 2023-2024 |
| N. K. Zrinski Osječko 1664 | Croacia              | 2024-2025 |
| N. K. Croatia Zmijavci     | Croacia              | 2025-     |